# Bengala Occidentale
Il Bengala Occidentale (in bengali পশ্চিমবঙ্গ, Poshchimbôŋgo) è uno Stato dell'India nord-orientale.

## Caratteristiche
Assieme al Bangladesh ("Bengala Orientale"), con cui confina a est, il Bengala Occidentale forma la regione etno-linguistica del Bengala. Confina a nord con il Bhutan e lo stato indiano del Sikkim, con lo stato dell'Assam a est, con quello di Orissa a sud-ovest e con quelli di Jharkhand e Bihar a ovest, mentre a nord-ovest confina con il Nepal.
L'islam fu principalmente introdotto sotto il regno del Sultanato di Delhi. Durante il dominion del Sultanato di Bengala, la regione fu definita dagli europei come il miglior Paese per il commercio.
Nel XVII secolo sotto il regno Moghul, l'economia dell'attuale Bangladesh e del Bengala Occidentale, valeva circa il 12% del PIL mondiale, ed era soprannominata come il Paradiso delle nazioni e leader della produzione mondiale.
La regione oggi conosciuta come Bengala Occidentale è stata parte di molti regni e imperi negli ultimi duemila anni. La Compagnia Britannica delle Indie Orientali consolidò il proprio potere sulla regione dopo la Battaglia di Plassey, nel 1757, e la città di Kolkata, allora Calcutta, fu per molti anni la capitale dell'India Britannica.
Culla del movimento indipendentista indiano all'inizio del XX secolo, il Bengala fu diviso nel 1947 in due entità separate, il Bengala Occidentale, uno Stato dell'India, e il Pakistan Orientale, che apparteneva al nuovo stato del Pakistan.
Dopo l'indipendenza dell'India nel 1947, il teatro politico ed economico del Bengala Occidentale fu caratterizzato per molti decenni dal marxismo intellettuale, dai naxaliti e dal sindacalismo. Dalla fine degli anni novanta, il ringiovanimento economico ha portato a un balzo nella crescita economica e industriale dello Stato.

## Storia
Nel Bengala sono stati rinvenute tracce di civilizzazione risalenti ad almeno quattromila anni, quando nella regione si stanziarono popolazioni dravidane, tibeto-birmane e austro-asiatiche. L'esatta origine della parola bengala è sconosciuta, ma si pensa che possa derivare dalla tribù dravidana Bang, che si stabilì nell'area attorno all'anno 1000 a.C.
Il regno Magadha si formò nel VII secolo a.C. e occupava le attuali regioni del Bihar e del Bengala. Era uno dei quattro grandi regni dell'India al tempo di Mahavira e di Buddha, e consisteva in diversi janapadas. Durante il regno della dinastia Maurya, l'impero Magadha era esteso su quasi tutta l'Asia meridionale, e occupò l'Afghanistan e parte della Persia sotto Ashoka il Grande nel III secolo a.C.
Una delle prime citazioni del Bengala da parte di commentatori stranieri è la menzione di una terra chiamata Gangaridai da parte dei Greci intorno al I secolo a.C. La parola forse deriva da Gangahrd, che significa "Terra con il Gange nel cuore" in riferimento all'area del Bengala.
Il Bengala aveva relazioni commerciali marittime con Java, Sumatra e il Siam, la moderna Thailandia. Secondo il Mahavamsa, Vijaya Singha, un principe del regno Vanga, conquistò il Lanka (l'attuale Sri Lanka) nel 544 a.C. e diede il nome di Sinhala al paese. Le popolazioni bengalesi emigrarono verso l'arcipelago Malaysiano e il Siam, fondandovi delle colonie.
Dal III al VI secolo d.C. il ragno di Magadha fu sede dell'impero Gupta. Il primo re indipendente del Bengala fu Shashanka, che regnò intorno al VII secolo. Dopo un periodo di anarchia, la dinastia buddista dei Pala governò la regione per quattrocento anni, dopo i quali il regno passò alla dinastia Sena, di religione indù. L'islam arrivò in Bengala nel XII secolo per opera dei missionari sufi e si espanse in seguito alle conquiste musulmane in India. Bakhtiar Khilji, un generale turco del sultanato dei Malmelucchi di Delhi, sconfisse Lakshman Sen della dinastia Sena e conquistò gran parte del Bengala. Di conseguenza la regione venne governata da dinastie di sultani e feudatari sotto il sultanato di Delhi nei successivi cento anni. Nel XVI secolo, il generale Mughal dell'Islam Kahn conquistò il Bengala. Comunque i nuovi governatori concessero la semi-indipendenza dell'area sotto il nababbo di Murshidabd, che rispettò la sovranità della dinastia Mighal in Delhi.
I primi contatti con i mercanti europei avvennero alla fine del XV secolo. La loro influenza crebbe fino a quando la Compagnia delle Indie Orientali ottenne il diritto di tassazione nelle subah (province) bengalesi in seguito alla Battaglia di Palassey (1757), quando Siraj ud-Dulah, l'ultimo nababbo indipendente, venne sconfitto dai britannici. La Presidenza del Bengala venne costituita nel 1765 e includeva tutti i territori britannici delle Province Centrali, ora conosciuti come Madhya Pradesh, dalle fonti del Gange e del Brahmaputra fino alla regione himalayana del Punjab. La carestia del Bengala del 1770 fece milioni di vittime. Calcutta venne scelta come capitale dell'India Britannica nel 1772. Il rinascimento bengalese e il movimento di riforma socio-culturale Brahmo Samaj ebbero un grande impatto sulla vita culturale ed economica del Bengala. Il fallito tentativo di ribellione del 1857 iniziò a Calcutta e portò al trasferimento dell'autorità alla monarchia britannica, amministrata dal viceré dell'India. Tra il 1905 e il 1911 venne fatto un tentativo di dividere la provincia del Bengala in due zone, la cosiddetta partizione del Bengala. Nel 1943 una grave carestia fece tre milioni di vittime.
Il Bengala giocò un ruolo importante nel movimento d'indipendenza indiano, nel quale gruppi rivoluzionari come Anushilan Samiti e Jugantar erano dominanti. Attacchi armati contro il Raj britannico dal Bengala raggiunsero l'apice quando Subhash Chandra Bose guidò l'esercito nazionale indiano dall'Asia sudorientale contro i britannici. Quando l'India ottenne l'indipendenza (1947), il Bengala venne diviso in base alla religione: la parte occidentale andò all'India e prese il nome di Bengala Occidentale, mentre la parte orientale andò al Pakistan con il nome prima di Bengala Orientale e poi di Pakistan Orientale, fino alla guerra che vide l'indipendenza del Bangladesh dal Pakistan nel 1971.
La divisione del Bengala diede origine a uno degli esodi numericamente più importanti della storia. Milioni di indù migrarono dal Pakistan orientale mentre migliaia di musulmani vi si trasferirono. L'immigrazione dei rifugiati fu la causa di una crisi abitativa e alimentare in Bengala Occidentale che durò per più di trent'anni. L'emergenza dei rifugiati fu al centro delle politiche bengalesi successive alla divisione del 1947, ma né la destra né la sinistra sono mai riuscite a risolvere completamente i problemi causati dalla divisione, che in alcuni casi hanno dato vita a movimenti politici, socio-economici ed etnici.
Nel 1950 il Principato di Cooch Behar si unì al Bengala Occidentale dopo che il re Jagaddipendra Narayan firmò l'annessione all'India. Nel 1955 la città di Chandannagar, ex zona franca francese, passò sotto il controllo del Bengala Occidentale. Successivamente anche porzioni di Bihar vennero annesse al Bengala Occidentale.
Negli anni cinquanta il governo decise di spostare le industrie dal Bengala in altre parti del paese aumentando le imposte, come ad esempio quella sul trasporto delle merci; questo aumento che durò fino agli anni ottanta e, specie dal 1950 al 1969, fu la causa dello scarso sviluppo di industrie manifatturiere nel Bengala Occidentale.
Tra gli anni settanta e gli anni ottanta una grave carenza di energia elettrica, scioperi e un violento movimento naxalita danneggiò gran parte delle infrastrutture, dando vita a un periodo di stagnazione economica. La guerra di liberazione del Bangladesh causò l'afflusso di milioni di rifugiati nel Bengala Occidentale che ne misero in crisi le infrastrutture. Nel 1974 un'epidemia di vaiolo fece migliaia di morti. La politica bengalese cambiò notevolmente quando la sinistra vinse le elezioni nel 1977 sconfiggendo il Congresso Nazionale Indiano. La sinistra, guidata dal Partito Comunista d'India (Marxista), governò lo Stato per i successivi trent'anni.
La ripresa economica dello Stato iniziò dopo le riforme economiche indiane introdotte nella metà degli anni novanta dal governo centrale e l'elezione di un nuovo capo del governo riformista, Buddhadeb Bhattacharjee, nel 2000. A partire dal 2007 alcuni gruppi di attivisti hanno organizzato piccoli attacchi terroristici in varie parti dello Stato, mentre gli scontri con l'amministrazione vertono sull'acquisizione dei terreni industriali in diversi luoghi sensibili.
Il 10 aprile 2011 è avvenuta l'ultima elezione che si è conclusa con la vittoria del Trinamool Congress Party (TMC) guidato da Mamata Banerjee, una figura politica emersa negli ultimi anni per la dura lotta al partito comunista. Il TMC era alleato con il partito al potere in India, il Congress Party. La vittoria del movimento di Mamata Banerjee, oggi Primo Ministro nel Bengala Occidentale e Ministro delle Ferrovie della federazione, ha sancito la fine del più longevo governo comunista democraticamente eletto della storia. Il TMC ha ottenuto più del 60% dei consensi durante i vari turni di votazione aggiudicandosi 186 seggi su 274 ma, grazie alle alleanze, ora ne controlla 227.

## Geografia fisica

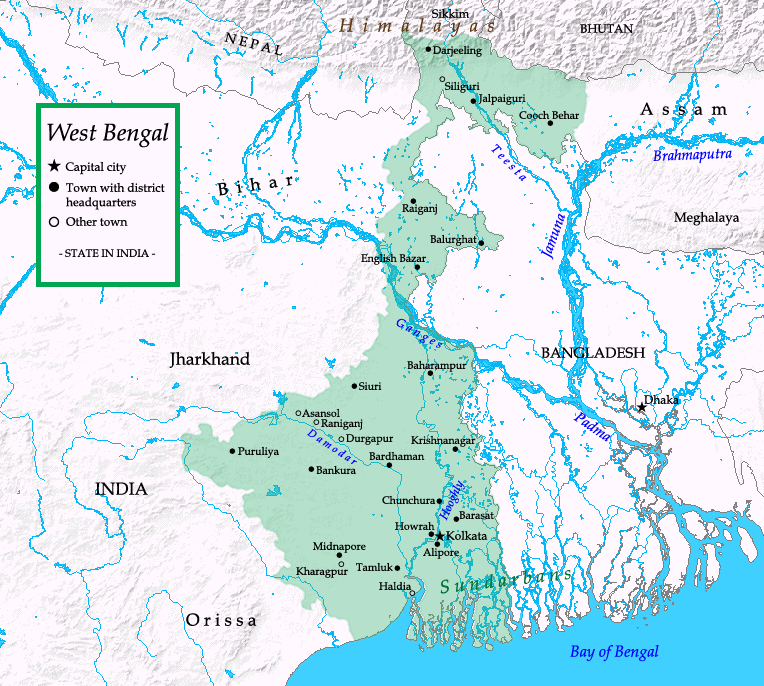
Mappa del Bengala Occidentale

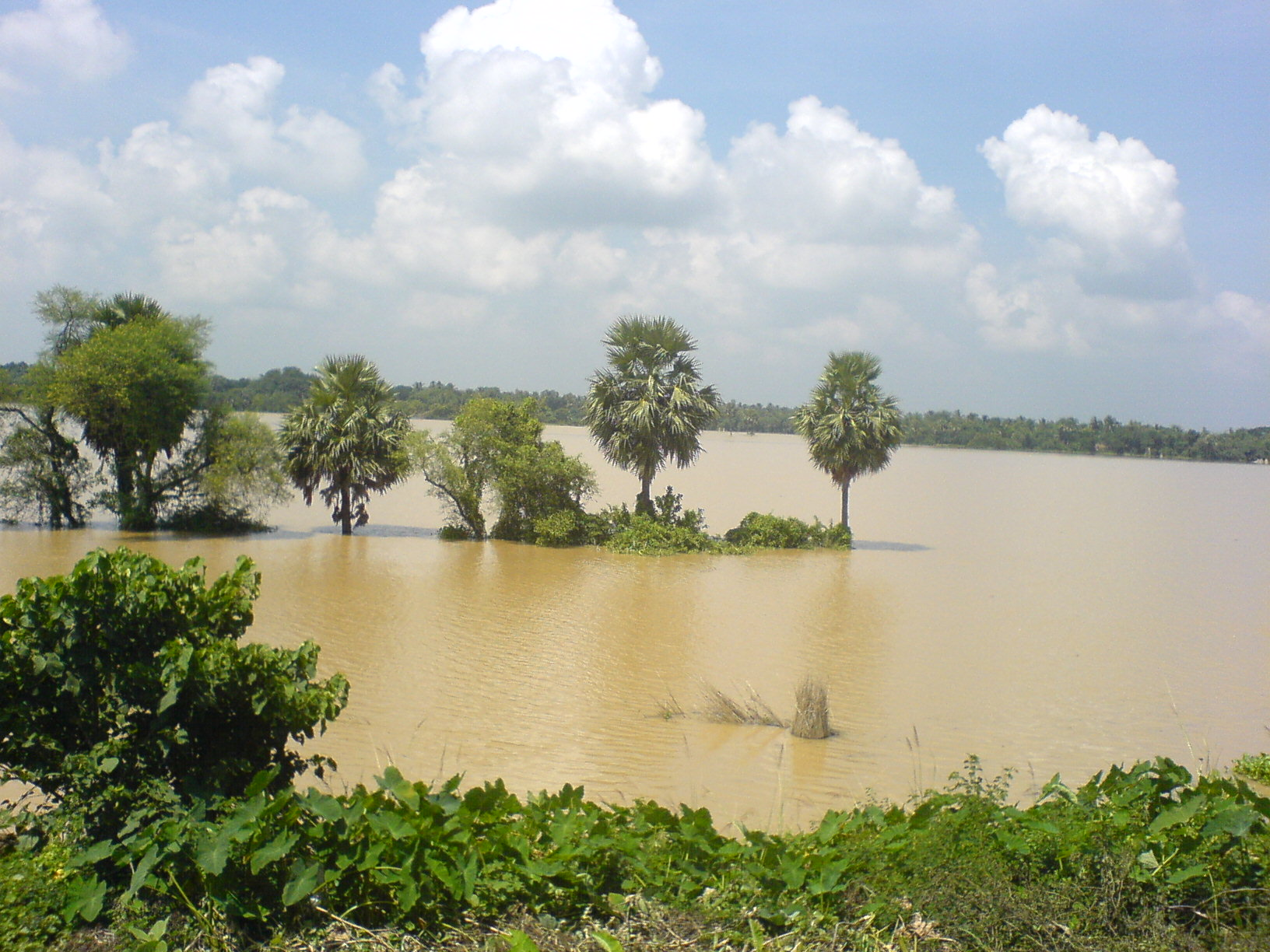
Molte aree del paese vengono allagate dalle forti piogge portate dai monsoni

Il Bengala Occidentale si trova sulla parte orientale dell'India e si estende dall'Himalaya alla Baia del Bengala per una superficie di 88 752 chilometri quadrati. La regione collinare del Darjeeling nell'estremo nord dello Stato fa parte dell'Himalaya orientale, e comprende il Sandakfu, che con i suoi 3 636 metri è il monte più alto dello Stato. La stretta regione del Terai separa la parte montuosa dalla pianura, che a sua volta estende verso il delta del Gange a sud. La regione Rarh si trova tra il delta del Gange a est e l'altopiano occidentale. Una piccola regione costiera si trova nell'estremo sud, mentre la foresta di mangrovie Sundarbans costituisce un importante aspetto del delta del Gange.

### Idrografia
Il Gange è il fiume principale e si divide in due nel Bengala Occidentale. Una parte entra nel Bangladesh e viene chiamata Padma o Pôdda, mentre l'altra rimane nel Bengala con dividendosi altri due fiumi chiamati Bhagirathi e Hughli. I fiumi Teesta, Torsa, Jaldhaka e Mahanada si trovano nella regione collinare a settentrione. Nell'altopiano occidentale ci sono altri fiumi come il Damodar, l'Ajay e il Kangsabati. Il delta del Gange e la Sundarbans sono anch'essi ricchi di fiumi e insenature. L'inquinamento del Gange dovuto allo scarico indiscriminato di rifiuti è il maggior problema. In almeno nove distretti l'acqua sotterranea è inquinata dall'arsenico e si stima che 8,7 milioni di persone bevano acqua contaminata oltre il limite consentito dall'Organizzazione mondiale della sanità.

### Clima
Il clima del Bengala Occidentale varia dalla savana tropicale a sud all'umido subtropicale a nord. Le stagioni principali sono l'estate, la stagione delle piogge, un breve autunno e l'inverno. Mentre l'estate nella regione del delta è molto umida, nella regione montuosa occidentale è asciutta come in tutta l'India del Nord, con temperature massime che variano dai 38 ai 45 °C. La notte una fredda brezza meridionale porta umidità dalla Baia del Bengala. All'inizio dell'estate sono frequenti brevi burrasche e temporali conosciuti come Kalbaisakhi, o Nor'westers. Il Bengala Occidentale è colpito dai monsoni provenienti dall'oceano Indiano che si muovono in direzione nordovest i quali portano pioggia da giugno a settembre. L'inverno (dicembre-gennaio) è mite in pianura con temperature minime di 15 °C, ed è caratterizzato da un vento secco settentrionale che abbassa il livello di umidità. L'inverno è più rigido nella regione himalayana e collinare di Darjeeling, dove nevica occasionalmente.

## Flora e fauna

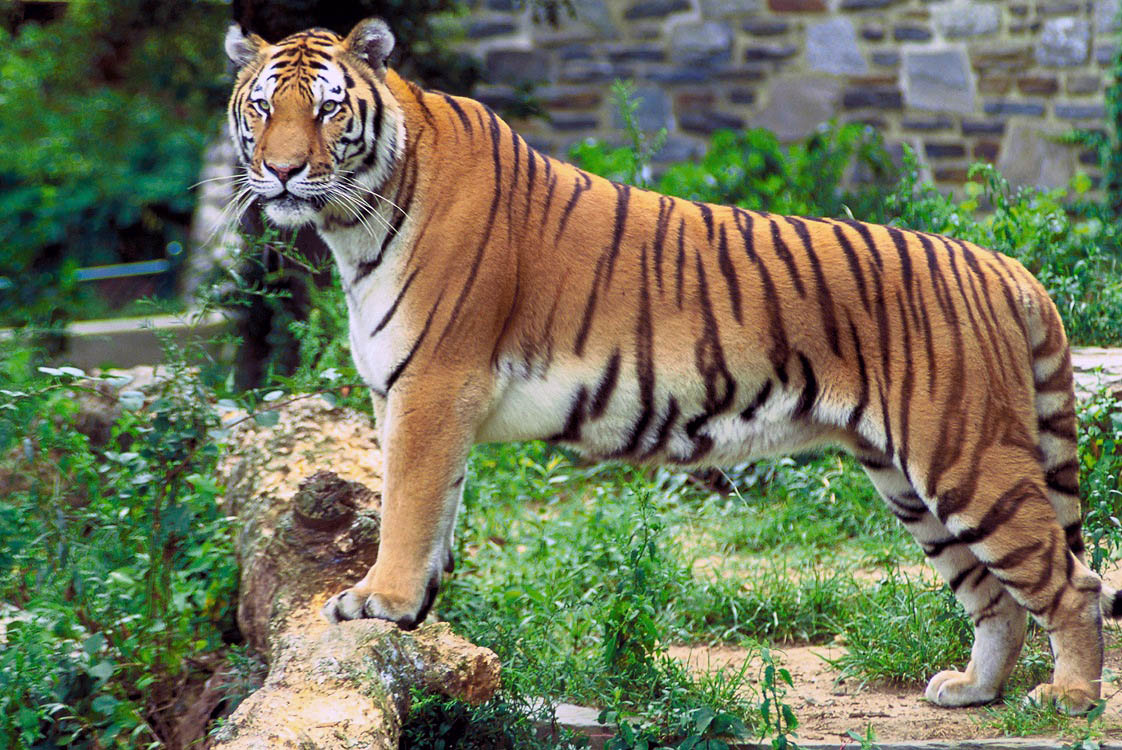
Una tigre del Bengala

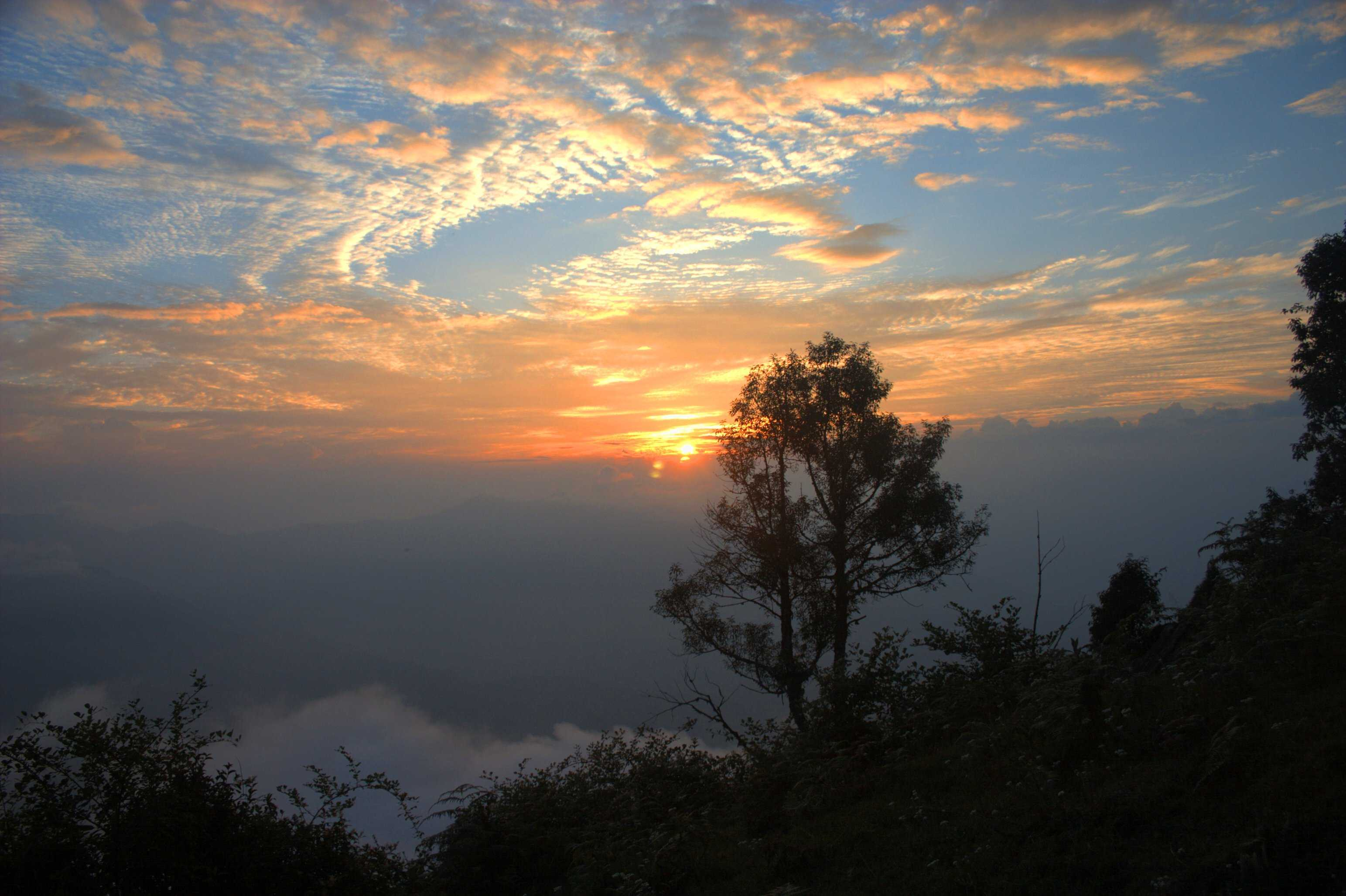
Tramonto nella valle di Neora

A causa della grande differenza di altitudine tra la regione himalayana e le pianure costiere, la flora e la fauna dello Stato sono varie. Le foreste coprono il 14% del Bengala Occidentale, una percentuale più bassa rispetto alla media nazionale del 23%, mentre le foreste protette coprono il 4% del territorio. Una parte della più grande foresta di mangrovie del mondo, la Sundarban si trova nel Bengala Occidentale.
Dal punto di vista fitogeografico, la parte meridionale del Bengala Occidentale può essere divisa in due regioni: la Pianura gangetica e la foresta di mangrovie costiera. Il terreno alluvionale della pianura gangetica, assieme alle precipitazioni favorevoli, rendono questa regione particolarmente fertile. Gran parte della vegetazione nella parte occidentale ha caratteristiche simili alla flora dell'altopiano del Chota Nagpur nell'adiacente Jharkhand. La pianta commerciale predominante è la Shorea Robusta, nota anche come Salwood. La regione del Purba Medinipur è caratterizzata da una vegetazione tipicamente costiera nella quale è predominante la casuarina. Il più prezioso albero della Sundarbans è l'onnipresente sundri, (Heritiera fomes), dal quale la foresta prende il nome. La vegetazione settentrionale è influenzata dall'altitudine e dalle precipitazioni. Ad esempio le colline pedemontane dell'Himalaya, le Dooar, sono fittamente coperte da salwood e altri alberi sempreverdi tropicali. Oltre i mille metri la vegetazione assume i caratteri della foresta subtropicale. Nel Darjeeling, sopra i 1 500 metri, gli alberi più comuni sono quelli della foresta temperata, come querce, conifere e rododendri.
La sundarbans è nota per essere una riserva naturale protetta per la protezione della tigre del Bengala. Ci sono cinque parchi nazionali nello Stato: il Parco nazionale della Sundarbans, Parco nazionale di Buxa, Parco nazionale di Gorumara, Parco nazionale del Singalila. La fauna comprende il rinoceronte indiano, l'elefante indiano, cervi, bisonti, leopardi, bos gaurus e coccodrilli, oltre a una grande varietà di uccelli, parte dei quali arrivano durante la migrazione invernale. Le foreste ad altitudini elevate come il Parco nazionale di Singalila sono rifugi per Muntiacus muntjak, panda rosso, chinkara, takin, capricorni, pangolini, Pericrocotus, fagiano Kalij. Oltre alla tigre del Bengala, la Sundarbans ospita molte altre specie in via di estinzione come la platanista, tartarughe diamante, ecc. La foresta di mangrovie funge anche da vivaio naturale per i pesci.

## Suddivisioni

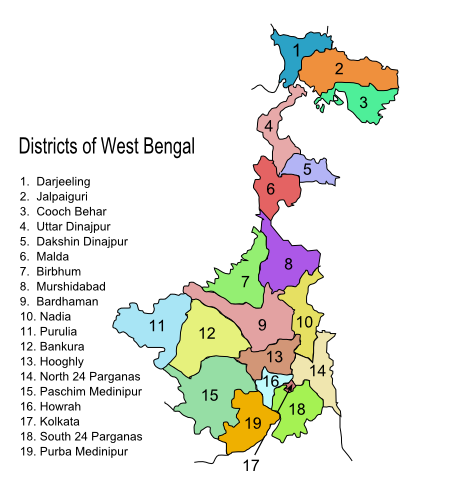
Cartina dei distretti del Bengala Occidentale

I 19 distretti del Bengala Occidentale sono elencati in base alla numerazione della cartina.
1. Darjeeling
2. Jalpaiguri
3. Cooch Behar
4. Dinajpur Settentrionale
5. Dinajpur Meridionale
6. Malda
7. Birbhum
8. Murshidabad
9. Bardhaman
10. Nadia
11. Purulia
12. Bankura
13. Hooghly
14. Distretto dei 24 Pargana Nord
15. Distretto di Midnapore Ovest
16. Howrah
17. Calcutta
18. Distretto dei 24 Pargana Sud
19. Distretto di Midnapore Est

### Città principali
(censimento 2001)
| Città             | Popolazione |
| ----------------- | ----------- |
| Calcutta          | 4.580.544   |
| Howrah            | 1.008.704   |
| Durgapur          | 492.996     |
| Asansol           | 486.304     |
| Siliguri          | 470.275     |
| Bhatpara          | 441.956     |
| South Dumdum      | 392.150     |
| Maheshtala        | 389.214     |
| Panihati          | 348.379     |
| Rajpur Sonarpur   | 336.390     |
| Kamarhati         | 314.334     |
| Kulti             | 290.057     |
| Burdwan           | 285.871     |
| Rajarhat Gopalpur | 271.781     |
| Bally             | 261.575     |
| Baranagar         | 250.615     |

La capitale e la più grande città dello Stato è Calcutta, la quarta per popolazione tra le città indiane.
Siliguri è una città economicamente importante, situata in una posizione strategica nel nordest del Corridoio di Siliguri. Asansol, Durgapur sono altre città della cintura industriale occidentale.
Fino al 2015 comprendeva Dahala Khagrabari, l'unica enclave di 3º livello al mondo.

## Politica

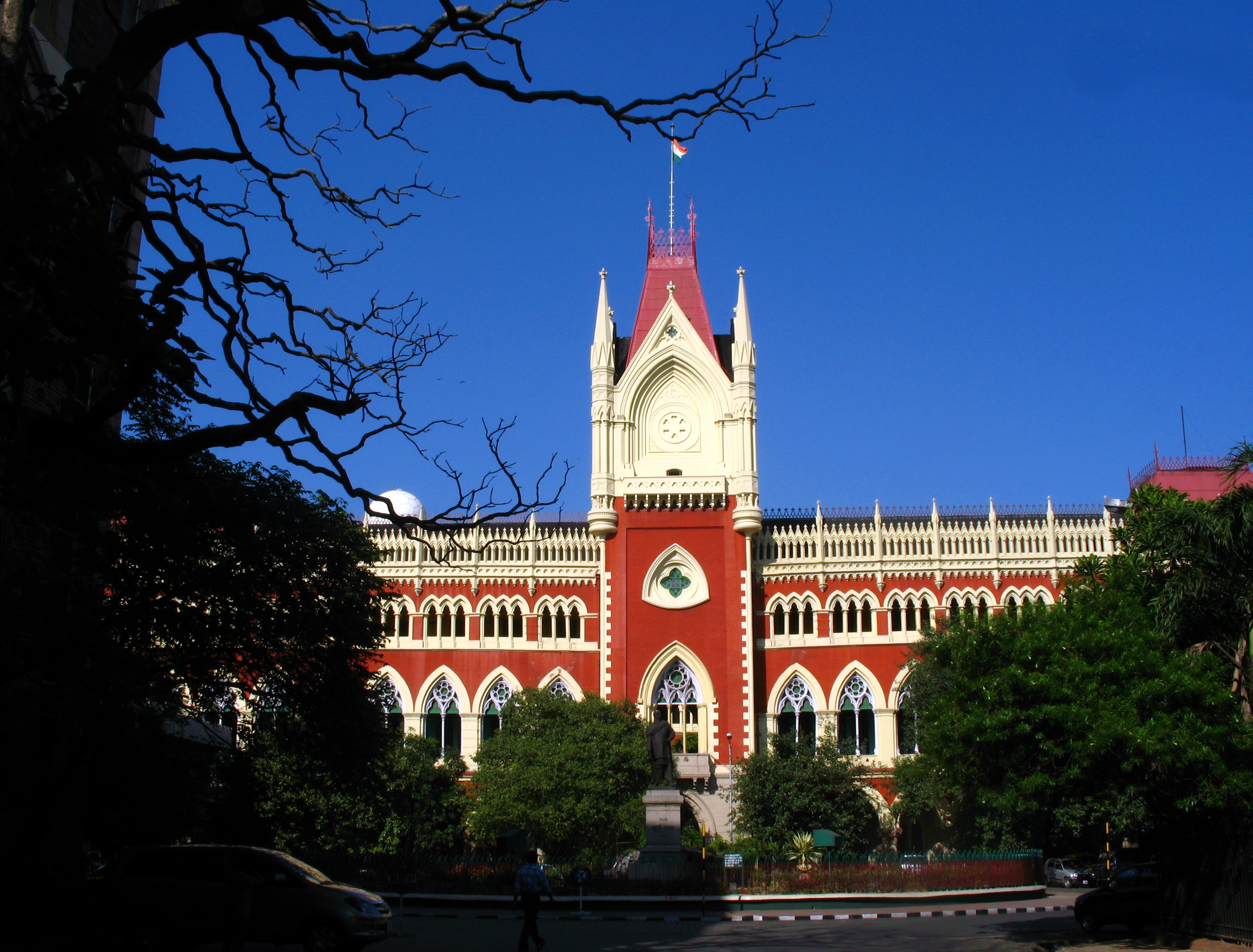
L'Alta Corte di Calcutta

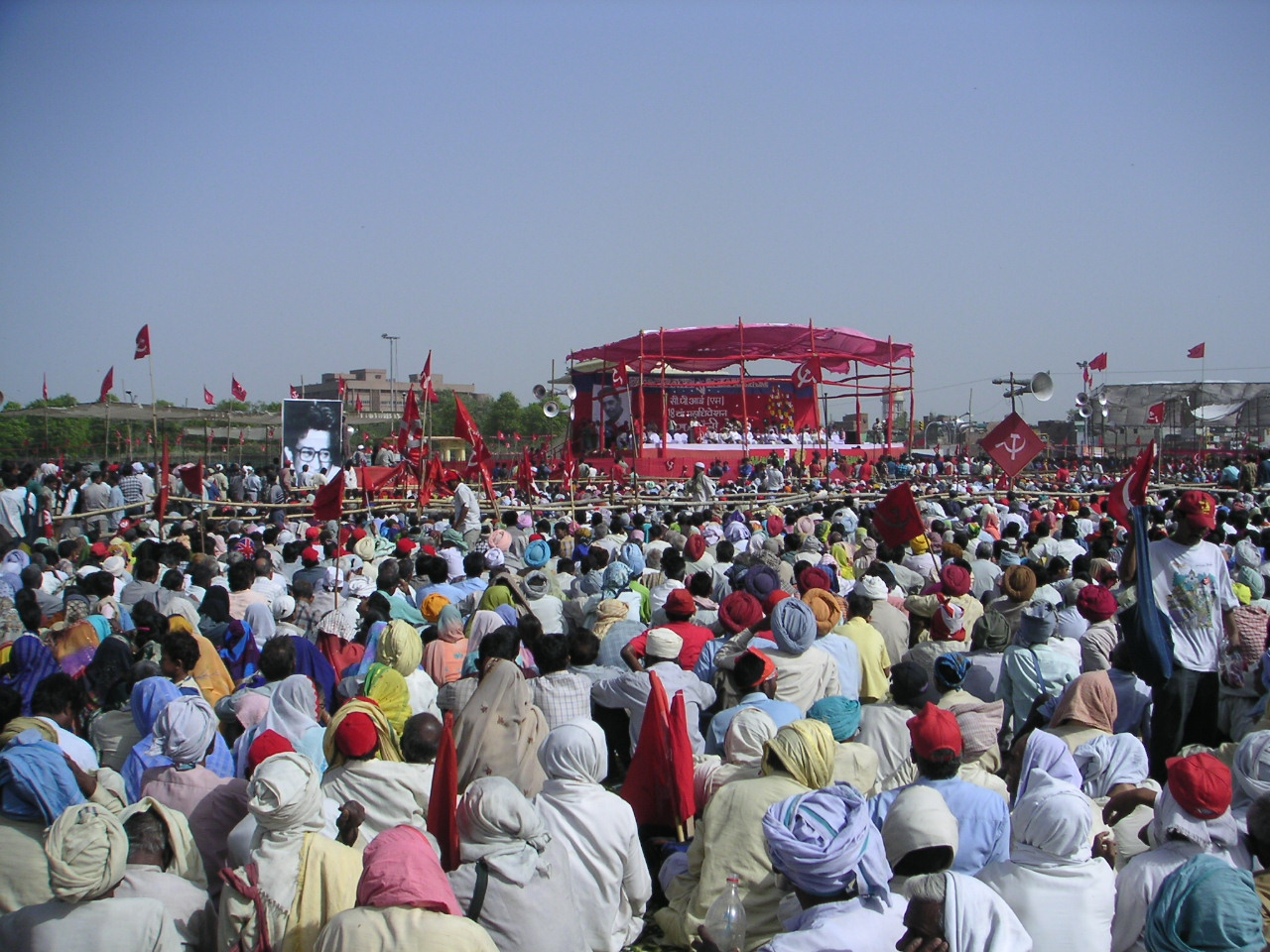
Congresso del Partito Comunista dell'India a Calcutta nel 2005

Il Bengala Occidentale è una democrazia rappresentativa governata da un sistema parlamentare, come altri stati indiani. Il suffragio universale è garantito per i residenti.
Il potere legislativo viene gestito dall'Assemblea legislativa del Bengala Occidentale, la quale è formata da membri eletti e portavoce come gli Speaker e i Deputy Speaker, che vengono eletti dai membri dell'assemblea. Le riunioni dell'assemblea vengono presiedute dallo Speaker oppure, in assenza di questo, dal Deputy Speaker. Il potere giudiziario viene esercitato dall'Alta Corte di Calcutta e da un sistema di tribunali di grado inferiore. Il potere esecutivo viene retto dal Consiglio dei ministri, presieduto dal Primo ministro, anche se il capo del governo è il governatore, che viene nominato dal Presidente dell'India. Il leader del partito o della coalizione con la maggioranza nell'assemblea legislativa è nominato, come il primo ministro, dal governatore, e il consiglio dei ministri viene nominato dal governatore su consiglio del primo ministro. Il consiglio dei ministri fa riferimento all'Assemblea ligislativa. L'assemblea è unicamerale ed è formata da 295 membri, uno dei quali viene nominato dalla comunità anglo-indiana. I membri rimangono in carica per cinque anni, a meno che l'assemblea non venga sciolta prima di questo termine. Le autorità ausiliarie, chiamate panchayat, per il quale le elezioni vengono svolte regolarmente, governano in ambito locale. 42 posti sono riservati a membri del Lok Sabha, mentre altri 16 a membri del Rajya Sabha del Parlamento indiano.
I partiti principali della politica bengalese sono il Left Front (guidato dal Partito Comunista d'India (Marxista), il Trinamol Congress e il Congresso Nazionale Indiano. Dopo le elezioni dell'assemblea di stato del 2006, la coalizione del Left Front guidata da Buddhadeb Bhattacharya del Partito Comunista viene eletto al potere, ottenendo 235 seggi nell'assemblea legislativa. Il Left Front ha governato il Bengala Occidentale negli ultimi trent'anni, diventando il partito comunista democraticamente eletto più longevo. Nelle elezioni del 2011 il Trinamool Congress di Mamata Banerjee, in alleanza con il SUCI e con l'INC (Indian National Congress),ha conquistato la maggioranza dei seggi al Parlamento di Calcutta. L'alleanza di centro-destra ha sbaragliato l'Alleanza di sinistra. conquistando 227 seggi complessivi, dei quali rispettivamente 184 ottenuti dal partito di Mamata Banerjee, 42 dall'INC e solo 1 dal SUCI. Mamata Banerjee ha giurato come Primo Ministro del Bengala Occidentale il 20 maggio 2011. È la prima donna a essere Primo Ministro del Bengala Occidentale. Una delle sue prime decisioni come Capo del Governo è stata quella di restituire la proprietà di 400 acri di terra ai coltivatori del Singur che ne erano stati espropriati dal precedente governo per creare delle zone economiche speciali.

## Economia

### Agricoltura e allevamento
Il Bengala Occidentale dispone di un settore primario, l'agricoltura, la cui attività è esercitata su un territorio fertile e produce principalmente riso, tè, canna da zucchero e iuta.

### Industria e terziario
Lo sviluppo industriale è molto concentrato in alcune zone industriali molto grandi, tra cui Damodar, Durgapur e Hughli che gravita intorno alla stessa grande metropoli di Calcutta. L'area di Singur, vicino a Calcutta, è destinata a ospitare il nuovo impianto della Tata per la produzione di auto low cost. Il progetto ha dato adito a molte controversie per gli espropri forzosi di molti campi. Ancora più sanguinosa è stata la lotta per il destino di un'altra area destinata a sviluppo industriale, quella di Nandigram.
È presente anche un settore terziario.